# Tullia de ambitu
Tullia de ambitu va ser una antiga llei romana dirigida a combatre el suborn (ambitus) contra el que ja s'havien establert les lleis Pinaria de ambitu, Paetelia de ambitu, Baebia Aemilia, Cornelia Baebia de ambitu, Fulvia, Maria de ambitus, Fabia de ambitu i Acilia Calpurnia.
La van proposar els cònsols Marc Tul·li Ciceró i Gai Antoni Hibrida; establia la pena de 10 anys de desterrament als senadors culpables i ampliava la consideració de ambitus als que per diners anaven a rebre els candidats o els acompanyaven en comitiva, als que donaven banquets públics o jocs de gladiadors en els dos anys abans de presentar-se com a candidats a una magistratura (excepte si aquesta obligació els havia estat imposada per testament amb data fixada) i altres.